# Ituiutaba
Ituiutaba, amtlich portugiesisch Município de Ituiutaba, ist eine Gemeinde im brasilianischen Bundesstaat Minas Gerais. Sie liegt im Triângulo Mineiro, dem „Bergbau-Dreieck“, und hatte im Jahr 2020 geschätzt 105.255 Einwohner, die Ituiutabanoer (ituiutabanos) genannt werden und auf einer Gemeindefläche von rund 2598 km² leben. Sie steht an 30. Stelle der 853 Munizipien des Bundesstaats.
Den aus der Tupi-Sprache stammenden Namen Ituitaba erhielt die Gemeinde erst 1915.

## Söhne und Töchter der Stadt
- José Alberto Moura CSS (* 1943), emeritierter Erzbischof von Montes Claros
- João Gilberto de Moura (* 1963), Bischof von Lins
- Ronilton Souza de Araújo (* 1967), römisch-katholischer Ordensgeistlicher, Bischof von São Raimundo Nonato
- Poliana Barbosa Medeiros (* 1991), Fußballspielerin
- Rodrigo Vasconcelos Oliveira (* 1992), Fußballspieler